# 1690
Il 1690 (MDCXC in numeri romani) è un anno  del XVII secolo.

## Eventi
- 1º luglio – Battaglia di Fleurus: Il maresciallo Luxembourg sconfigge il principe di Waldeck nella battaglia di Fleurus.
- Luglio – Battaglia del Boyne: Guglielmo III sconfigge Giacomo II sul fiume Boyne.
- 18 agosto – Battaglia di Staffarda: Durante la guerra che opponeva il Regno di Francia al Ducato di Savoia, il maresciallo Catinat sconfisse Vittorio Amedeo II di Savoia.
- 5 ottobre – Fondazione a Roma dell'Accademia dell'Arcadia.
- 16–24 ottobre – Battaglia di Québec: Fu uno scontro tra le colonie di Nuova Francia (colonia francese) e Massachusetts Bay (colonia inglese). L'esercito francese, sotto il comando di Louis de Buade de Frontenac, respinse e costrinse alla ritirata la spedizione inglese comandata da William Phips.

### In corso
- Guerra della Grande Alleanza (1688-1697)
- Guerra austro-turca (1683-1699)

## Nati

### Gennaio
- 22 gennaio - Nicolas Lancret, pittore francese († 1743)
- 25 gennaio - Jean-Paul de Rome d'Ardène, botanico, agronomo e presbitero francese († 1769)

### Febbraio
- 1º febbraio - Francesco Maria Veracini, compositore e violinista italiano († 1768)
- 4 febbraio - Christian Müller, organaro tedesco († 1763)
- 6 febbraio - Giovanni Battista Maini, scultore italiano († 1752)
- 7 febbraio - Carlo Federico II di Württemberg-Oels, generale prussiano († 1761)
- 9 febbraio - Vittoria Francesca di Savoia, nobile italiana († 1766)
- 14 febbraio - Jakob Ernst von Liechtenstein-Kastelkorn, arcivescovo cattolico austriaco († 1747)
- 17 febbraio - Marcello Papiniano Cusani, arcivescovo cattolico italiano († 1766)
- 19 febbraio - Agostino Maria Neuroni, vescovo cattolico svizzero († 1760)
- 22 febbraio - Daniele Farlati, gesuita e storico italiano († 1773)
- 28 febbraio - Aleksej Petrovič Romanov, nobile russo († 1718)

### Marzo
- 1º marzo - Silvio Valenti Gonzaga, cardinale, arcivescovo cattolico e collezionista d'arte italiano († 1756)
- 1º marzo - Vittorio Amedeo I di Savoia-Carignano, principe italiano († 1741)
- 10 marzo - Giambattista Rossi, presbitero italiano († 1746)
- 10 marzo - Johann Jakob Schmauss, storico e giurista tedesco († 1757)
- 17 marzo - Giovanni Battista Sacchetti, architetto italiano († 1764)
- 18 marzo - Christian Goldbach, matematico tedesco († 1764)
- 23 marzo - Casimiro Guglielmo d'Assia-Homburg, principe tedesco († 1726)
- 27 marzo - Marco Antonio Ginanni, letterato, politico e araldista italiano († 1770)

### Aprile
- 8 aprile - Domenico Maria Manni, filologo, editore e storico italiano († 1788)
- 20 aprile - Giuseppe Maria Gonzaga, nobiluomo italiano († 1746)
- 22 aprile - John Carteret, II conte Granville, politico britannico († 1763)
- 25 aprile - Gottlieb Muffat, compositore, clavicembalista e organista tedesco († 1770)

### Maggio
- 10 maggio - Jean Moreau de Séchelles, funzionario e politico francese († 1760)
- 30 maggio - Anton Sturm, scultore austriaco († 1757)
- 30 maggio - Pierre Vigné de Vigny, architetto francese († 1772)

### Giugno
- 2 giugno - Louis Petit de Bachaumont, scrittore francese († 1771)
- 3 giugno - François de Pâris, francese († 1727)
- 9 giugno - Michel-Étienne Turgot, politico francese († 1751)
- 13 giugno - Giorgio Alberto della Frisia orientale, principe († 1734)
- 15 giugno - Jan Aleksander Lipski, cardinale e vescovo cattolico polacco († 1746)
- 24 giugno - Maria Giovanna Clementi, pittrice italiana († 1761)

### Luglio
- 4 luglio - Donato II Silva, nobile, letterato e mecenate italiano († 1779)
- 19 luglio - Filippo Raguzzini, architetto italiano († 1771)
- 22 luglio - Alderano I Cybo-Malaspina, sovrano italiano († 1731)
- 22 luglio - Mondilio Orsini, patriarca cattolico italiano († 1751)
- 24 luglio - Marino Bozzatini, vescovo cattolico italiano († 1754)
- 25 luglio - Ferdinand von Plettenberg, nobile tedesco († 1737)

### Agosto
- 9 agosto - Lorenzo Gaetano Zavateri, compositore e violinista italiano († 1765)
- 31 agosto - Giuseppe Gaetano Grimaldi, pittore italiano († 1748)

### Settembre
- 9 settembre - Nicolas-Charles de Saulx-Tavannes, cardinale e arcivescovo cattolico francese († 1759)
- 18 settembre - Carlo Ludovico di Schleswig-Holstein-Sonderburg-Beck, ufficiale tedesco († 1774)
- 23 settembre - Giuseppe Bazzani, pittore italiano († 1769)
- 28 settembre - James Murray, II duca di Atholl, nobile scozzese († 1764)

### Ottobre
- 8 ottobre - Jaime Casellas, compositore spagnolo († 1764)
- 14 ottobre - Olivio Sozzi, pittore italiano († 1765)
- 14 ottobre - Leopoldo Filippo d'Arenberg, politico spagnolo († 1754)
- 17 ottobre - Giovanni Antonio Cucchi, pittore italiano († 1771)
- 19 ottobre - Giuseppe Maria Carretti, compositore italiano († 1774)
- 28 ottobre - Peter Tordenskjold, ammiraglio norvegese († 1720)

### Novembre
- 4 novembre - Guillaume Hyacinthe Bougeant, gesuita e storico francese († 1743)
- 4 novembre - Pietro Maria Trevisan Suarez, vescovo cattolico italiano († 1750)
- 5 novembre - Carlo Giuseppe Merlo, architetto e ingegnere italiano († 1760)
- 5 novembre - Federico Luigi di Württemberg-Winnental, militare tedesco († 1734)
- 7 novembre - Domenico Marquardo di Löwenstein-Wertheim-Rochefort, nobile tedesco († 1738)
- 12 novembre - Ludovico Merlini, cardinale e arcivescovo cattolico italiano († 1762)
- 17 novembre - Noël-Nicolas Coypel, pittore francese († 1734)
- 22 novembre - François Colin de Blamont, compositore francese († 1760)
- 22 novembre - José Alfonso Meléndez, arcivescovo cattolico spagnolo († 1753)
- 28 novembre - Carlo Lodoli, religioso e teorico dell'architettura italiano († 1761)
- 29 novembre - Cristiano Augusto di Anhalt-Zerbst, generale prussiano († 1747)

### Dicembre
- 1º dicembre - Karl Philipp von Greiffenclau zu Vollrads, vescovo cattolico tedesco († 1754)
- 1º dicembre - Philip Yorke, I conte di Hardwicke, politico inglese († 1764)
- 3 dicembre - Ernst Johann Biron, duca († 1772)
- 5 dicembre - Giambattista Mariotti, pittore italiano († 1749)
- 6 dicembre - Matteo Vinzoni, cartografo italiano († 1773)
- 11 dicembre - José Ribeiro da Fonseca, vescovo cattolico portoghese († 1752)
- 11 dicembre - Domenico Zicari, arcivescovo cattolico italiano († 1760)
- 22 dicembre - Maria Gabriella Eleonora di Borbone, badessa francese († 1760)

### Senza giorno specificato
- Giovanni Battista Angelini, storico italiano († 1767)
- Francesco Anichini, archivista e storico italiano († 1753)
- Nicolaus Ephraim Bach, organista e compositore tedesco († 1760)
- Francesco Barsanti, compositore, flautista e oboista italiano († 1770)
- Charles Bridgeman, architetto del paesaggio inglese († 1738)
- Richard Cassels, architetto irlandese († 1751)
- Fortunato Chelleri, compositore italiano († 1757)
- Francesco Ciampi, compositore e violinista italiano
- Scipione Cignaroli, pittore italiano († 1753)
- Christopher Condent, pirata inglese († 1770)
- Jonathan Eybeschutz, rabbino polacco († 1764)
- Laudadio Formiggini, banchiere, imprenditore e mercante italiano († 1763)
- Jacob Frese, poeta finlandese († 1729)
- Filippo Gentili, nobile italiano († 1753)
- Domenico Giorgi, presbitero e letterato italiano († 1747)
- Giuseppe Giovanni Adamo del Liechtenstein, principe austriaco († 1732)
- Hubert de Brienne, ammiraglio francese († 1777)
- William Kerr, III marchese di Lothian, nobile scozzese († 1767)
- Edward Low, pirata inglese († 1724)
- Joseph Meck, compositore e violinista tedesco († 1758)
- Michele Antonio Milocco, pittore italiano († 1772)
- Andrea Pacini, cantante, compositore e religioso italiano († 1764)
- Fortunato Pasquetti, pittore italiano († 1773)
- Pietro Passalacqua, architetto italiano († 1748)
- Angelo Piò, scultore italiano († 1770)
- Michelangelo Prunati, pittore italiano († 1756)
- Henry Reinhold, basso tedesco († 1751)
- Nicola Maria Rossi, pittore italiano († 1758)
- Giuseppe Schirò, arcivescovo cattolico italiano († 1769)
- Ignaz Schwarz, teologo tedesco († 1763)
- Orazio Solimena, pittore italiano († 1792)
- Paolo Antonio Testore, liutaio italiano († 1767)
- Jaime de Guzmán-Dávalos y Spínola, generale e politico spagnolo († 1767)
- Charlotte Helene von Schindel, nobildonna danese († 1752)
- Cristoforo Žefarović, artista e scrittore bulgaro († 1753)

## Morti

### Gennaio
- 7 gennaio - Theodorus Rijcke, filologo olandese (n. 1640)
- 7 gennaio - Volterrano, pittore italiano (n. 1611)
- 19 gennaio - Jan Commelin, mercante e botanico olandese (n. 1629)
- 20 gennaio - Abraham Bloteling, incisore, disegnatore e editore olandese (n. 1640)
- 25 gennaio - Gundakar von Dietrichstein, principe e politico austriaco (n. 1623)
- 29 gennaio - Alberico II Cybo-Malaspina, sovrano italiano (n. 1607)

### Febbraio
- 7 febbraio - Mario Mattei Orsini, II duca di Paganica, nobile, militare e mecenate italiano (n. 1641)
- 9 febbraio - Giovanni Luigi di Nassau-Ottweiler, nobile tedesco (n. 1625)
- 10 febbraio - Gijsbert Verhoek, pittore olandese (n. 1644)
- 22 febbraio - Charles Le Brun, pittore e decoratore francese (n. 1619)

### Marzo
- 4 marzo - Palla Strozzi, nobile e ambasciatore italiano
- 5 marzo - Giosuè Janavel, condottiero italiano (n. 1617)
- 7 marzo - Francesco Acerbo, poeta e gesuita italiano (n. 1606)
- 17 marzo - Gioacchino, monaco cristiano e arcivescovo ortodosso russo (n. 1621)
- 28 marzo - Emmanuel Tzanes, pittore e presbitero greco (n. 1610)

### Aprile
- 1º aprile - James Annesley, II conte di Anglesey, nobile irlandese (n. 1645)
- 16 aprile - Gesina ter Borch, pittrice e disegnatrice olandese
- 18 aprile - Ayaşlı İsmail Pascià, politico ottomano (n. 1620)
- 18 aprile - Carlo V di Lorena, nobile (n. 1643)
- 19 aprile - Angela Maria della Concezione, religiosa e scrittrice spagnola (n. 1649)
- 20 aprile - Maria Anna Vittoria di Baviera, nobildonna (n. 1660)
- 25 aprile - David Teniers il Giovane, pittore fiammingo (n. 1610)

### Maggio
- 14 maggio - Carlo Cerri, cardinale e vescovo cattolico italiano (n. 1610)
- 21 maggio - John Eliot, missionario britannico (n. 1604)
- 26 maggio - Samuel Lincoln,  inglese (n. 1622)
- 27 maggio - Giovanni Legrenzi, compositore e organista italiano (n. 1626)
- 29 maggio - Francesco di Calvo, generale e nobile francese (n. 1625)

### Giugno
- 5 giugno - Jeremias Süßner, scultore tedesco (n. 1653)
- 12 giugno - François Le Mercier, gesuita francese (n. 1604)

### Luglio
- 1º luglio - Filippo di Sassonia-Merseburg-Lauchstädt, duca (n. 1657)
- 10 luglio - Domenico Gabrielli, compositore e violoncellista italiano (n. 1650)
- 11 luglio - Friedrich von Schomberg, generale tedesco (n. 1615)
- 21 luglio - Gregorio Carafa, militare italiano (n. 1615)
- 24 luglio - Cristoforo di Santa Caterina, presbitero spagnolo (n. 1638)

### Agosto
- 14 agosto - Pirro De Capitani, nobile e politico italiano (n. 1623)
- 17 agosto - Gasparo Cavalieri, cardinale e arcivescovo cattolico italiano (n. 1648)

### Settembre
- 2 settembre - Filippo Guglielmo del Palatinato, conte (n. 1615)
- 15 settembre - Thomas Bartholin il Giovane, antiquario danese (n. 1659)
- 19 settembre - Giovanni Stefano Danedi, pittore italiano (n. 1612)
- 25 settembre - Anna Beatrice d'Este, nobildonna italiana (n. 1626)
- 25 settembre - Pieter van Lint, pittore e disegnatore fiammingo (n. 1609)

### Ottobre
- 7 ottobre - Jacques Savary, mercante, scrittore e funzionario francese (n. 1622)
- 8 ottobre - Vitaliano VI Borromeo, nobile, militare e mecenate italiano (n. 1620)
- 8 ottobre - Thomas Edlinger, liutaio austriaco
- 9 ottobre - Henry FitzRoy, I duca di Grafton, nobile e generale britannico (n. 1663)
- 13 ottobre - Ole Borch, scrittore, medico e scienziato danese (n. 1626)
- 15 ottobre - Adam Frans van der Meulen, pittore e disegnatore francese (n. 1632)
- 15 ottobre - Juan de Valdés Leal, pittore spagnolo (n. 1622)
- 17 ottobre - Margherita Maria Alacoque, monaca cristiana e mistica francese (n. 1647)
- 21 ottobre - Isabella Luisa di Braganza, principessa portoghese (n. 1669)

### Novembre
- 4 novembre - Giovanni Guglielmo di Sassonia-Jena, duca tedesco (n. 1675)
- 17 novembre - Charles de Sainte-Maure, letterato francese (n. 1610)

### Dicembre
- 16 dicembre - Luisa Elisabetta di Curlandia, principessa (n. 1646)

### Senza giorno specificato
- Bekri Mustafa Pascià, politico e militare ottomano
- Surigna Vongsa, sovrano laotiano
- Carlo de Angelis, vescovo cattolico italiano (n. 1620)
- Michele I Apafi, generale ungherese (n. 1632)
- Pedro Antonio de Aragón, politico e militare spagnolo (n. 1611)
- William Ball, astronomo britannico
- Abraham van Beyeren, pittore olandese (n. 1620)
- Giovanni Francesco Cassana, pittore italiano (n. 1611)
- Domenico De Gubernatis, religioso e storico italiano
- Francesco Di Maria, pittore italiano (n. 1623)
- Veronica Fontana, artista italiana (n. 1651)
- Ercole Gaibara, violinista italiano (n. 1620)
- Bernardino Genga, medico e anatomista italiano (n. 1620)
- Jean Gery, esploratore francese
- Theodore Haak, editore, traduttore e filosofo tedesco (n. 1605)
- Gabriël van der Hofstadt, pittore fiammingo (n. 1620)
- Pierre Le Picard, pirata francese (n. 1624)
- Domenico Melani, cantante italiano (n. 1633)
- Damien Mitton, scrittore francese (n. 1618)
- Charles Molloy, giurista irlandese (n. 1646)
- Charles Swan, militare e pirata inglese
- Lambert de Visscher, incisore e disegnatore olandese (n. 1633)
- Adriaan van Flodroff, militare olandese

## Calendario
| Calendario 1690 | Calendario 1690 | Calendario 1690 | Calendario 1690 | Calendario 1690 | Calendario 1690 | Calendario 1690 | Calendario 1690 | Calendario 1690 | Calendario 1690 | Calendario 1690 | Calendario 1690 | Calendario 1690 | Calendario 1690 | Calendario 1690 | Calendario 1690 | Calendario 1690 | Calendario 1690 | Calendario 1690 | Calendario 1690 | Calendario 1690 | Calendario 1690 | Calendario 1690 | Calendario 1690 | Calendario 1690 | Calendario 1690 | Calendario 1690 | Calendario 1690 | Calendario 1690 | Calendario 1690 | Calendario 1690 | Calendario 1690 | Calendario 1690 |
| --------------- | --------------- | --------------- | --------------- | --------------- | --------------- | --------------- | --------------- | --------------- | --------------- | --------------- | --------------- | --------------- | --------------- | --------------- | --------------- | --------------- | --------------- | --------------- | --------------- | --------------- | --------------- | --------------- | --------------- | --------------- | --------------- | --------------- | --------------- | --------------- | --------------- | --------------- | --------------- | --------------- |
|                 | 1               | 2               | 3               | 4               | 5               | 6               | 7               | 8               | 9               | 10              | 11              | 12              | 13              | 14              | 15              | 16              | 17              | 18              | 19              | 20              | 21              | 22              | 23              | 24              | 25              | 26              | 27              | 28              | 29              | 30              | 31              |                 |
| Gennaio         | Do              | Lu              | Ma              | Me              | Gi              | Ve              | Sa              | Do              | Lu              | Ma              | Me              | Gi              | Ve              | Sa              | Do              | Lu              | Ma              | Me              | Gi              | Ve              | Sa              | Do              | Lu              | Ma              | Me              | Gi              | Ve              | Sa              | Do              | Lu              | Ma              |                 |
| Febbraio        | Me              | Gi              | Ve              | Sa              | Do              | Lu              | Ma              | Me              | Gi              | Ve              | Sa              | Do              | Lu              | Ma              | Me              | Gi              | Ve              | Sa              | Do              | Lu              | Ma              | Me              | Gi              | Ve              | Sa              | Do              | Lu              | Ma              |                 |                 |                 |                 |
| Marzo           | Me              | Gi              | Ve              | Sa              | Do              | Lu              | Ma              | Me              | Gi              | Ve              | Sa              | Do              | Lu              | Ma              | Me              | Gi              | Ve              | Sa              | Do              | Lu              | Ma              | Me              | Gi              | Ve              | Sa              | Do              | Lu              | Ma              | Me              | Gi              | Ve              |                 |
| Aprile          | Sa              | Do              | Lu              | Ma              | Me              | Gi              | Ve              | Sa              | Do              | Lu              | Ma              | Me              | Gi              | Ve              | Sa              | Do              | Lu              | Ma              | Me              | Gi              | Ve              | Sa              | Do              | Lu              | Ma              | Me              | Gi              | Ve              | Sa              | Do              |                 |                 |
| Maggio          | Lu              | Ma              | Me              | Gi              | Ve              | Sa              | Do              | Lu              | Ma              | Me              | Gi              | Ve              | Sa              | Do              | Lu              | Ma              | Me              | Gi              | Ve              | Sa              | Do              | Lu              | Ma              | Me              | Gi              | Ve              | Sa              | Do              | Lu              | Ma              | Me              |                 |
| Giugno          | Gi              | Ve              | Sa              | Do              | Lu              | Ma              | Me              | Gi              | Ve              | Sa              | Do              | Lu              | Ma              | Me              | Gi              | Ve              | Sa              | Do              | Lu              | Ma              | Me              | Gi              | Ve              | Sa              | Do              | Lu              | Ma              | Me              | Gi              | Ve              |                 |                 |
| Luglio          | Sa              | Do              | Lu              | Ma              | Me              | Gi              | Ve              | Sa              | Do              | Lu              | Ma              | Me              | Gi              | Ve              | Sa              | Do              | Lu              | Ma              | Me              | Gi              | Ve              | Sa              | Do              | Lu              | Ma              | Me              | Gi              | Ve              | Sa              | Do              | Lu              |                 |
| Agosto          | Ma              | Me              | Gi              | Ve              | Sa              | Do              | Lu              | Ma              | Me              | Gi              | Ve              | Sa              | Do              | Lu              | Ma              | Me              | Gi              | Ve              | Sa              | Do              | Lu              | Ma              | Me              | Gi              | Ve              | Sa              | Do              | Lu              | Ma              | Me              | Gi              |                 |
| Settembre       | Ve              | Sa              | Do              | Lu              | Ma              | Me              | Gi              | Ve              | Sa              | Do              | Lu              | Ma              | Me              | Gi              | Ve              | Sa              | Do              | Lu              | Ma              | Me              | Gi              | Ve              | Sa              | Do              | Lu              | Ma              | Me              | Gi              | Ve              | Sa              |                 |                 |
| Ottobre         | Do              | Lu              | Ma              | Me              | Gi              | Ve              | Sa              | Do              | Lu              | Ma              | Me              | Gi              | Ve              | Sa              | Do              | Lu              | Ma              | Me              | Gi              | Ve              | Sa              | Do              | Lu              | Ma              | Me              | Gi              | Ve              | Sa              | Do              | Lu              | Ma              |                 |
| Novembre        | Me              | Gi              | Ve              | Sa              | Do              | Lu              | Ma              | Me              | Gi              | Ve              | Sa              | Do              | Lu              | Ma              | Me              | Gi              | Ve              | Sa              | Do              | Lu              | Ma              | Me              | Gi              | Ve              | Sa              | Do              | Lu              | Ma              | Me              | Gi              |                 |                 |
| Dicembre        | Ve              | Sa              | Do              | Lu              | Ma              | Me              | Gi              | Ve              | Sa              | Do              | Lu              | Ma              | Me              | Gi              | Ve              | Sa              | Do              | Lu              | Ma              | Me              | Gi              | Ve              | Sa              | Do              | Lu              | Ma              | Me              | Gi              | Ve              | Sa              | Do              |                 |